# El Airo
El Airo ist eine Ortschaft und eine Parroquia rural („ländliches Kirchspiel“) im Kanton Espíndola der ecuadorianischen Provinz Loja. Die Parroquia besitzt eine Fläche von 28,32 km². Die Einwohnerzahl lag im Jahr 2010 bei 997. Die Parroquia wurde am 5. August 1992 gegründet.

## Lage
Die Parroquia El Airo liegt in den Anden im äußersten Süden von Ecuador, 9 km von der peruanischen Grenze entfernt. Das Gebiet liegt im Einzugsgebiet des Río Pindo und wird nach Westen entwässert. Der etwa 1850 m hoch gelegene Hauptort befindet sich 12 km nordnordöstlich des Kantonshauptortes Amaluza.
Die Parroquia El Airo grenzt im Norden an die Parroquia El Ingenio, im Süden an die Parroquia Santa Teresita, im Südwesten an die Parroquia Amaluza sowie im Westen an die Parroquia 27 de Abril.

## Orte und Siedlungen
Neben dem Hauptort El Airo gibt es folgende Barrios in der Parroquia: El Batán, El Laurel und El Tambo.